# Рубан, Вадим Николаевич
Вадим Николаевич Рубан (род. 13 июня 1964, Новосибирск) — российский шахматист, гроссмейстер (1991).

## Шахматная карьера
В чемпионатах РСФСР — 1-2 место (1988, с Р. Холмовым), 2 место (1987). В составе 2-й сборной РСФСР участник 17-го первенства СССР между командами союзных республик (1985) в г. Волгограде (команда заняла 7-е место; В. Рубан выступал на 6-й доске и выиграл золотую медаль в индивидуальном зачёте).
В составе команды «Урожай» участник 13-го командного кубка СССР (1984) в г. Киеве.
В составе команды «Вектор» (г. Новосибирск) участник следующих соревнований:
- 2-й клубный кубок СССР (1990) в г. Подольске (4-е место).
- 2 Кубка европейских клубов: 1990 (команда дошла до четвертьфинала) и 1994 (5-е место).
- 2-й командный чемпионат России (1994) в Колонтаево. Команда завоевала серебряные медали.

Лучшие результаты в международных турнирах: Улан-Батор (1988) — 1-е; Будапешт (1989, побочный турнир) — 1-2-е; Пула (1989) — 2-7-е; Будапешт и Бела-Црква (1989) — 1-2-е; Балашшадьярмат — 1-3-е.
Участник отборочного турнира к первенству мира по версии ПША (1993; выступил неудачно).
В середине 1990-х прекратил выступления в турнирах.
Депутат Новосибирского областного совета депутатов 2-го созыва (1998—2001).

## Спортивные достижения
| Год  | Город  | Турнир                          | + | − | = | Результат | Место |
| ---- | ------ | ------------------------------- | - | - | - | --------- | ----- |
| 1991 | Москва | 58-й и последний чемпионат СССР | 4 | 1 | 6 | 7 из 11   | 4—9   |
| 1994 | Элиста | 47-й чемпионат России           | 5 | 4 | 2 | 6 из 11   | 16—23 |
|      |        |                                 |   |   |   | из        |       |

## Изменения рейтинга
| Графики недоступны из-за технических проблем. См. информацию на Фабрикаторе и на mediawiki.org. |